# (53256) Sinitiere
(53256) Sinitiere est un astéroïde de la ceinture principale.

## Description
(53256) Sinitiere est un astéroïde de la ceinture principale. Il fut découvert le 16 mars 1999 à Bâton-Rouge par Walter R. Cooney, Jr.. Il présente une orbite caractérisée par un demi-grand axe de 2,57 UA, une excentricité de 0,19 et une inclinaison de 5,6° par rapport à l'écliptique.

## Compléments